# Затерянная гробница
«Затерянная гробница» (кит. 盜墓筆記, пиньинь: Dào Mù Bǐ Jì, англ. The Lost Tomb) — китайский телевизионный сериал 2015 года, поставленный режиссёрами Сой Чеангом и Ло Винг-Чеонгом по первой книге из одноимённой серии романов Daomu Biji, написанных Сюй Лэем под псевдонимом Наньпай Саньшу (南派三叔). Сериал сочетает темы охраны национальных сокровищ и приключений, сосредоточенных вокруг экспедиции У Се и его команды в гробницу царя Лу.

## Производство и трансляция
Съёмки стартовали в августе 2014 года и завершились 30 ноября того же года. Локации включали озеро Ямдрок Юмцо в Тибете (первая сцена сериала), Институт зоологии Китайской академии наук в Пекине и арт-зону Дагао в Тунчжоу. 6 января 2015 года официально завершён монтаж всех 12 серий. По словам вице-президента компании H&R Century, сценарий второго сезона был готов к лету 2015 года.
Сериал «Затерянная гробница» транслировался онлайн на iQiyi и PPS Video. «Затерянная гробница» является первым китайский веб-сериалом с дифференцированной моделью платного и бесплатного просмотра. Пользователи с подпиской могли досрочно получить доступ ко всему сезону. Первые две серии вышли как пролог, далее сериал публиковался по схеме еженедельного обновления.

## Сюжет
После гибели родителей-археологов во время операции по защите культурных реликвий, У Се, выходец из семьи расхитителей гробниц, был отправлен в Германию. Получив образование за рубежом, он возвращается в Китай и обнаруживает при транспортировке артефактов фрагмент шёлковой рукописи эпохи Сражающихся царств. Объединив её с другим фрагментом, унаследованным от деда, который был одним из девяти известных чёрных археологов, он находит карту, ведущую к древней гробнице.
Понимая, что национальные реликвии в опасности, У Се собирает команду из опытных расхитителей гробниц, куда также войдёт дядя У Саньшэн, солдат Паньцзы и молчаливый Чжан Цилинь. Вместе они отправляются в Дворец семи звёзд царя Лу, где сталкиваются с исследовательницей А Нин, торговцем стариной Толстяком Ваном и врагами, желающими использовать артефакты в личных целях. 
Сериал сочетает в себе элементы приключений, мистики и детектива, поскольку У Се не только ищет сокровища, но и пытается раскрыть тайну гибели своей семьи. В процессе поисков он узнает много нового о тёмном прошлом своей семьи и сталкивается с некими силами, которые явно не желают, чтобы сокровища были найдены.

## В ролях
- Ли Ифэн — У Се: молодой потомок из клана У по прозвищу Наивняш, выросший в Германии, страстно интересующийся археологией.
- Ян Ян — Чжан Цилинь: молчаливый и загадочный воин с необычными способностями, известный под прозвищами Молчун, Зануда и Тоскливый брат.
- Лю Тяньцзо — Ван Паньцзы, Ван Толстяк: торговец антиквариатом, весельчак, который также носит прозвиже Моцзинь Сяовэй, так как является грабителем могил с севера Китая, в то время как сам У Се с юга; на протяжении всей истории объединяется с У Се и Чжан Цилинем, из-за чего всю троицу прозывают Железным Треугольником.
- Чанг Цзы-яо — У Саньшэн: дядя У Се, эксперт по гробницам и артефактам.
- Вэй Вэй — Пан Цзы: верный телохранитель и ветеран боевых действий.
- Тан Янь — А Нин: член конкурирующей организации, действующая по приказу иностранного авантюриста Цю Дэкао.
- Ли Чэньхао — Хай Шао, мастер Хай: друг У Се, вернувшийся с ним из-за границы, разбирается в технологиях.
- Сунь Яоци — Чэнь Чэнчэн: шпионка Цю Дэкао, выдававшая себя за племянницу Чэнь Вэньцзина, чтобы войти в доверие к У Се.
- Ли Синлян — Лю Тай
- Ин Эр — Хо Сюсю: внучка Хо Лаотай, очень похожа на свою бабушку в её молодости.
- Чжэн Пэйпэй — Хо Лаотай: одна из глав Старой девятки, бабушка Хо Сюсю, бывшая возлюбленная деда У Се, когда-то носившая прозвище Небесная Дева Хо за умение спать на верёвке.
- Чжан Сяочэнь — Се Юйчэнь: нынешний глава семьи Се, одной из «Старых девяти врат» Чанша, друг детства У Се, искусен в боевых искусствах, китайской опере и различных других навыках.
- Лу Синьюй — Гун Лю.
- Хуан Мин — Лю Шанван: герой прошлого, носитель печати мёртвых, способен вызывать войско теней.
- Су Цин — Яогуан: возлюбленная Лю Шанвана, убитая из-за придворных интриг.

## Восприятие и достижения
«Затерянная гробница» — самая просматриваемая веб-драма 2015 года с более чем 2,8 миллиардами просмотров.
Несмотря на свою популярность, сериал критиковали за затянутую сюжетную линию и плохо сделанные спецэффекты. Поклонники романа также отметили, что сюжет и персонажи слишком сильно отклонились от оригинального романа.
В 2015 году сериал «Затерянная гробница» на фестивале iQIYI All-Star Carnival выиграл номинацию "Лучшая интернет-дорама года".